# 권섭 초상
권섭 초상(權燮 肖像)은 충청북도 제천시 신동, 문암 영당에 있는 조선시대의 초상화이다. 2012년 7월 6일 충청북도의 유형문화재 제337호로 지정되었다.

## 개요
“백취옹육십사세진(百趣翁六十四歲眞)”이라는 화제(畵題)가 있어 1734년에 제작된 초상임을 알 수 있고 인물 좌우의 글씨는 이원태(李元泰)가 쓴 것으로 조선시대 화원인 진재해의 아들인 진응회(秦應會, 1705〜?)가 그렸음을 알 수 있다.
사모형식의 특이한 관모를 쓰고 있는 사대부 초상으로서 18세기 초상에서 보기 드문 예이고 진응회의 작품 양식을 파악할 수 있다는 점에서 회화사적 가치를 지닌다.

## 같이 보기
- 권섭

## 참고 자료
- 권섭 초상 - 국가유산청 국가유산포털